# Körösszegi vár
A körösszegi vár Romániában, Bihar megyében, Körösszeg község közelében  található, és valószínűleg még a Borsa nemzetség tagjai építhették.

## Fekvése
A vár a falutól északnyugatra, közvetlenül a román-magyar országhatár mellett fekszik. Területének nagyobb része a román oldalon található, a vár árkának északi sarokrésze a magyar oldalra esik.

## Története
A körösszegi vár valószínűleg a tatárjárás után épült, nevét 1289-ben említették először az írásos forrásokban, ekkor a Borsa nemzetségből való Beke volt a birtokosa. Egy évvel később, 1290-ben e vár falainál gyilkolták meg IV. (Kun) Lászlót. 
1317-től királyi várként volt említve, az maradt egészen 1390-ig, amikor Zsigmond magyar király Losonci Istvánnak adományozta. A Losonczi család kihalása után, 1396-ban a Csáki család birtokába került.
1396-ban sorolták fel először a vár uradalmához tartozó falvakat.  Ide tartozott Körösszeg mezőváros, valamint Cséfa, Pankota, Tamási, Vásári, Besenyő, Berek Böszörmény, Nagy Böszörmény, Tölgykereke, Darvas, Károly, Szent Katalinasszonyfalva, Ivánd nevű falvak. 1421-ben a felsoroltakon kívül Új Tóti, Ó Tóti, Komádi, Ó Esz, Új Ész, Kenéz, Körmösd, Félegyház, Méhes, Szent Iván, Apáti, Orosztelek, Vásárhely, Tobol, Homrok és Bélsok is.
A várat 1604-1606 között Bocskai István hajdúcsapatai pusztították el, az 1635-ös urbárium már mint elhagyott helyet írja le. Később fokozatosan vált rommá.

## Leírása
A fennmaradt adatok szerint a vár trapéz alaprajzú, kb. 120 × 130 m-es erődítés volt, sarkai a négy égtáj irányába mutattak. A várat valószínűleg egy árok vette körül, mely sánccal vagy kőfallal egészült ki. Ezen belül, az északnyugati oldal közelében egy négyszögletes magaslaton helyezkedett el a vár kb. 50 × 35 méteres téglából épült, szabálytalan hatszög alakú lakótornya.
A falak változó vastagságúak voltak: a földszinten közel 4 m vastag, majd piramisszerűen vékonyodik a vár fokának irányába. A legfelső szinten a fal közel 1 m vastag, melyben egy meredek lépcső helyezkedik el. A torony 24 m magas és öt vagy hat szintre oszlott.
A vár a 16. század eleji birtokosztályok során készült iratok alapján egy nagyobb toronyból és a torony mellett egy másik kisebb kaputoronyból és egy kápolnából állt. 
1635-ben a vár körül kettős falrendszer, továbbá két kapu, egy régi és egy gyalogos volt említve. Az ismert épületek mellett egyéb helyiségek: korcsma, malom, istállók is említve voltak. 